# ビッグ・ブル
座標: 南緯31度26.3514分 東経152度44.5662分 / 南緯31.4391900度 東経152.7427700度

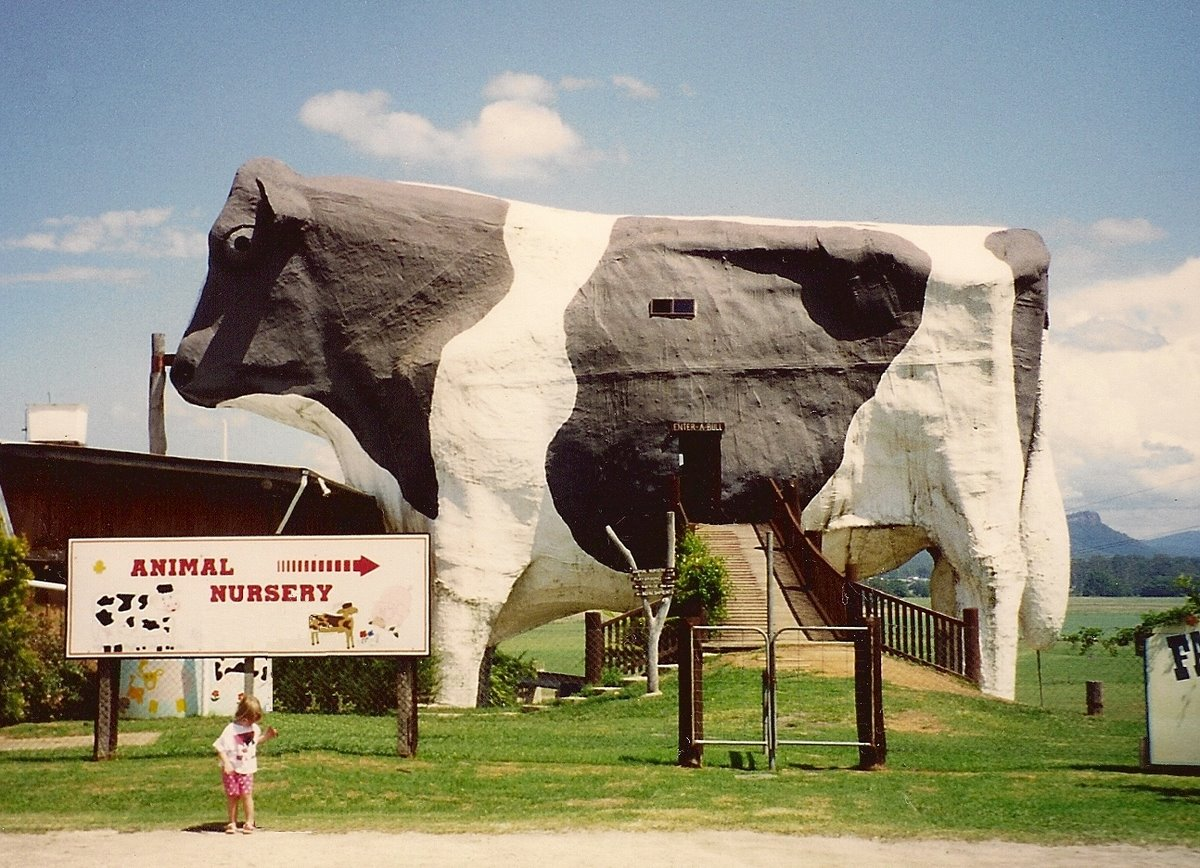
14メートル × 21メートルのビッグ・ブル

ビッグ・ブル(Big Bull)はセメントでできた巨大なホルスタイン種の雄牛である。オーストラリアのウォーカプに設置されていた。公開されたときには、ギフトショップと牛肉のショーウィンドウも併設されていた。
地理的にはウォーカプとパシフィック・ハイウェイのあいだのオクスリー・ハイウェイのそばにあたる。このモニュメントは2007年10月に取り壊された。